# Unión Árabe Socialista (Egipto)

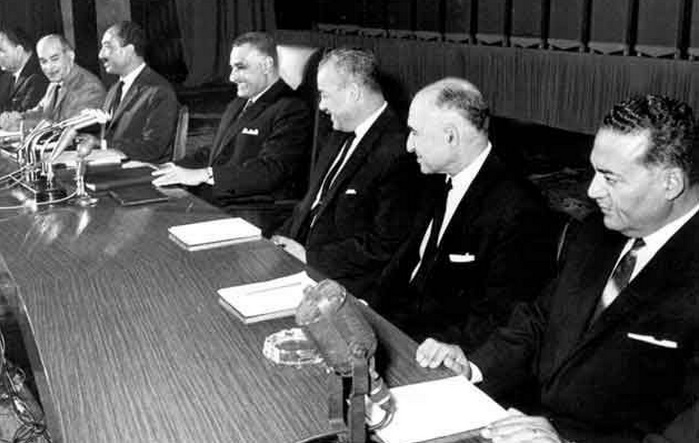
Conferencia del Comité Ejecutivo del partido, en marzo de 1969. de derecha a izquierda: Dia al-Din Dawoud, Mahmoud Fawzi, Husseim el-Shafei, Gamal Abdel Nasser, Anwar Sadat, Ali Sabri y Labib Shukair

La Unión Árabe Socialista (UAS), fue un partido político egipcio, creado por Gamal Abdel Nasser en 1962. Representa todos los principios del nasserismo, y del socialismo árabe, por lo que sirvió para plasmar la doctrina del famoso gobernante. La formación actuó como partido único hasta que en 1978 Anwar Sadat lo disolvió.

## Antecedentes y contexto
A mediados de 1952, Egipto se encontraba en una situación de grave crisis general. La figura del monarca Faruk estaba fuertemente desprestigiada por su fuerte autoritarismo, ante una Constitución inoperante y vacía de poder. Por otro lado, la clase política se encontraba inactiva y denotaba una fuerte irresponsabilidad a ojos del pueblo egipcio. Con esta coyuntura se fueron sucediendo numerosos gobiernos, incapaces de solucionar la difícil tesitura en la que se encontraba el país. Uno de los más importantes pilares del estado egipcio, el Ejército, se encontraba igualmente descontento, especialmente tras la derrota frente a Israel en Palestina, y fueron sin duda los que propiciaron el cambio.
En 1949, se formó en la clandestinidad un Comité de Oficiales Libres, liderados por Gamal Abdel Nasser. Representaba a una nueva generación de militares, jóvenes, de clase media, que defendían un nuevo tipo de patriotismo y nacionalismo que se oponía al statu quo en el país. Esta sociedad secreta pronto se extendió entre los más jóvenes del ejército, y entró en relación con otras fuerzas revolucionarias y partidos de izquierda. Todos estos grupos coincidían en la necesidad imperiosa de actuar frente a la arbitrariedad, corrupción e incapacidad del rey y del régimen político vigente. Asimismo, algunos oficiales superiores dieron muestras de apoyo al grupo de Oficiales Libres, destacando sobre todo Mohamed Naguib, que contaba con un gran prestigio dentro del Ejército. Esto fue utilizado por la sociedad secreta para colocarlo al frente de la misma.
El 22 y 23 de julio los Oficiales Libres pasaron a la acción y dieron un golpe de Estado que acabó con la monarquía de Faruk, mandándolo al exilio. Dado que no se abolió la monarquía en ese momento, el heredero, Fuad II, fue nombrado rey. Sin embargo, debido a su minoría de edad, quien controló el Gobierno fue un Consejo de Regencia, que naturalmente estaba bajo los mandos de los Oficiales Libres, y en concreto de Naguib, que sería nombrado jefe de Gobierno.
En 1953 fueron disueltos los partidos políticos, y se creó un partido único, el denominado “Rassemblement de la Liberation”, o Frente Nacional de Liberación (FNL). Este partido intentaba ser un movimiento nacional de juventudes, siendo los primeros militantes de éste los jóvenes estudiantes de ideología avanzada, así como algunos que provenían de medios rurales y que se iban a ver beneficiados con la reforma agraria que prometían. Más tarde, se abolió de manera definitiva la monarquía, y se crearía así la República de Egipto, de la cual Naguib ocuparía el cargo de presidente y Nasser el de vicepresidente y ministro de interior, además de vicepresidente del Consejo de la Revolución. Este último era, de facto, el organismo rector del país.
En 1954 estalló una crisis entre las dos facciones del seno del poder: aquellos más moderados y partidarios de una vía democrática, que encabezaba el mismo Naguib, y los que pretendían proseguir con la vía revolucionaria, liderados por Nasser. Naguib, decidió ceder la presidencia del gobierno a Nasser, quien ya empezaría a colocarse como el verdadero dirigente de la revolución. Más adelante, Naguib depondría sus funciones, quedando Nasser como única cabeza visible del régimen. Esto se produjo tras la salida de los ingleses del Canal de Suez, algo propiciado por las negociaciones que llevó a cabo el propio Nasser. A partir de este momento, Egipto acercaría posturas al mundo comunista. Obtuvo gracias a su “neutralismo activo” un gran prestigio en todo el Mundo Árabe, que le dotaría de un mayor control interno en su país. Ante ello, promulgó una nueva Constitución, de carácter presidencialista, dejando en un plano secundario a la Asamblea Nacional, y reconociendo la existencia de un partido de carácter único, la Unión Nacional, creado por decreto presidencial el 28 de mayo de 1957 y que sería el predecesor natural del partido Unión Árabe Socialista.

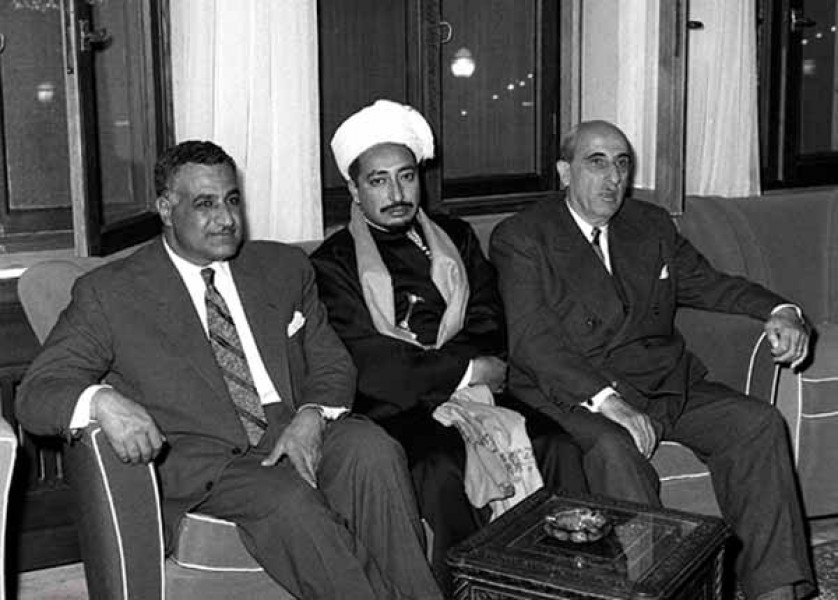
Nasser y al-Quwatli, después de conformar la RAU

En los años inmediatos a la Crisis del Canal de Suez, Nasser se erigió como vencedor moral del conflicto, alcanzando así su apogeo en Egipto y en el Mundo Árabe. En esta coyuntura favorable, en febrero de 1958, reunidos en El Cairo, Nasser y su homólogo sirio, al-Quwatli, anunciaron oficialmente la unión de los dos países en un solo Estado, con Egipto y Siria como provincias, creando así la República Árabe Unida. De esta forma, teniendo en cuenta la hegemonía de Egipto frente a Siria, el partido único, Unión Nacional, se aplicó también en Siria, quedando el 12 de marzo de ese mismo año disueltos el resto de partidos políticos de este país. En 1961, la República Árabe Unida se disolvió, tras un golpe de Estado en Damasco que restableció la total independencia de Siria. Fue a partir de este año cuando Nasser dio un giro a su política, centrándose de forma más concreta en los problemas internos de Egipto, desde una nueva orientación. Para ello rebautizó al partido Unión Nacional, que pasó a ser la Unión Socialista Árabe.

## Fundación, historia e ideología

### Con Nasser
El 21 de marzo de 1962, con la celebración del Congreso Nacional, Nasser presentó la Carta Nacional, donde formulaba un nuevo orden social basado, por primera vez en Egipto, en principios socialistas. Definía el sistema egipcio como una “democracia política” inseparable de una “democracia social”. Un sistema dirigido siempre por el partido único, la Unión Socialista Árabe, que sustituiría a la Unión Nacional. De esta forma, Nasser centró su interés en emprender la revolución social, prosiguiendo su política de nacionalización de recursos (bancos, compañías de seguros, compañías de navegación, etc.).

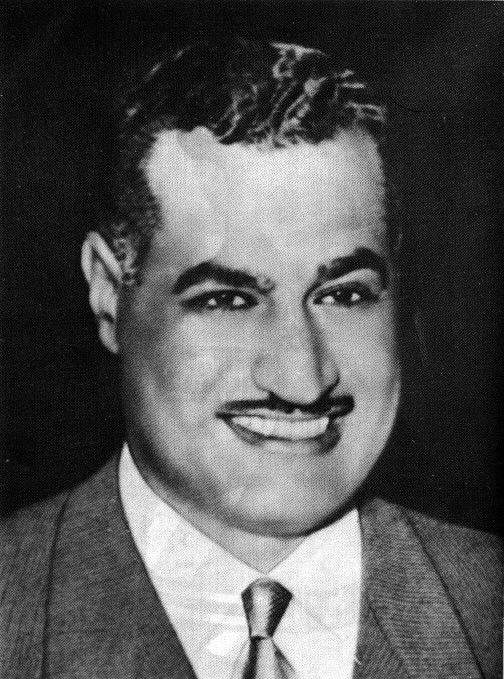
Gamal Abdel Nasser

Asimismo, la Carta Nacional mantenía el ideal unitario árabe, que seguía constituyendo el objetivo primordial. Así, el 30 de junio de ese año el Congreso aprobó la Carta Nacional, y poco después, los principios de la Unión Socialista Árabe, que quedó definitivamente constituida como partido único el 24 de septiembre de 1962. El 23 de marzo de 1964 se dio una nueva proclamación constitucional, de carácter provisional, en espera de un texto definitivo, que debía de elaborar una Asamblea Nacional que aún no se había constituido. Para ello, se convocaron elecciones a la Asamblea Nacional, donde la Unión Socialista Árabe consiguió, naturalmente, todos los escaños. La Asamblea quedó constituida y por tanto se pudo elaborar el texto constituyente, muy similar al anterior de 1962, que seguía fielmente los principios socialistas del partido único.
La Unión Socialista Árabe fue una parte indispensable de la Carta Nacional de Nasser, y por lo tanto, sus objetivos fueron desde el comienzo la nacionalización de recursos, la reforma agraria y la reforma constitucional. La agenda nacionalizadora hizo posible que hasta 7 mil millones de libras egipcias de activos privados se transfirieran al sector público del país. Los bancos, las aseguradoras y la industria pesada en Egipto pasaron a ser parte del Estado. Por otro lado, la reforma agraria fue paulatinamente avanzando, reduciendo considerablemente el área privada de terreno. La presión impositiva también creció, hasta el 90% en algunos casos (como en ingresos superiores a las diez mil libras egipcias). Por último, el partido hizo también una importante labor en difundir el nacionalismo árabe no solo entre sus bases, sino en el conjunto de la población.
Busca integrar todas las fuerzas del pueblo y convertirse en representante de la alianza entre ellas (campesinos, obreros, intelectuales, soldados, etc.). Asimismo, la creación de este partido, buscaba acabar con cierta disidencia que podía encontrarse en la Unión Nacional, y se le dotaba de un mayor control, sirviendo como contrapeso del ejército, y como foco por el cual se debía elevar la experiencia socialista a todo el país.
Desde 1965, el partido se dispuso en torno a dos grados de militancia, encargados de organizar a las masas, en detrimento de la burguesía, y de organizarse como brazo político. Para hacer esto realidad, se crearon “unidades básicas”, en torno a dos categorías: la residencia y el lugar de trabajo. De esta forma, Nasser pretendía que paulatinamente, bajo la tutela del partido, se fuera minando las diferencias de clase. La Unión Árabe Socialista, se fue conformando como un aparato fundamental para el país: Llegó a tener hasta 4,9 millones de militantes (de un censo total de 6,4 millones). Con su compleja organización, se fueron creando los distintos órganos encargados de la gestión política, mediante comités y congresos.

#### Elecciones de 1963
Una vez se habían aprobado los estatutos del partido, se convocaron elecciones para escoger a los representantes, desde la base hasta la cúspide, en una organización piramidal. El comité superior del partido, presidido por Nasser, se encargó de recoger las demandas de admisión. Primero, para seleccionar a los candidatos de las unidades básicas, y luego para el resto de unidades del partido. En este sentido, se debía asegurar una proporción del 50% para campesinos y obreros, mientras que la otra mitad de candidatos debían ser profesionales de otra índole. Los votantes, tenían que ser miembros del partido, y solo los miembros activos se podían presentar como candidatos. Así, por cada comité, se debían escoger un total de 20 candidatos de todos los que se presentaban, y de esos 20, 10 tenían que ser obreros o campesinos. También se elegían a los secretarios y secretarios adjuntos de los comités, completándose así la constitución del primer escalón de la estructura del partido. Lo siguiente era que cada comité de unidad básica, estuviera presente en el Congreso con 2 de sus 20 miembros, uno de ellos obligatoriamente obrero o campesino. Dicho Congreso, luego tendría que escoger a miembros que constituirían el comité del partido a nivel provincial, esta vez escogiendo a dos por cada distrito del país, haciendo un total de 20 nuevos miembros. Finalmente, en enero de 1964, se celebraron elecciones para los miembros de los comités del partido a nivel de gobernorado (ciudades y cabezas de partido); con lo que completaban el aparato del partido único, en cuya composición los obreros y campesinos sumaban el 70% de los miembros de los comités y el 53% de los secretarios y subsecretarios.
Aunque el número de escaños seguía siendo de 350, para garantizar el porcentaje de obreros y campesinos, el territorio electoral fue distribuido en torno a 173 circunscripciones binominales, es decir, de dos escaños por circunscripción, de los cuales uno debía ser obrero o campesino. De esta forma, el votante (miembro del partido) debía escoger a dos candidatos, uno que fuera obrero o campesino, y otro de categoría profesional. Finalmente, el presidente, Nasser, designaría a los últimos 10 miembros de la Asamblea, de los cuales 8 serían coctos, de forma que se compensaba la escasa representación (un escaño) de esta minoría religiosa. Con esta premisa, el 10 de marzo de 1964 se eligieron de todos los candidatos seleccionados, un total de 107, quedando los 243 restantes para una segunda vuelta que se celebraría el 19 de ese mismo mes. Los 10 diputados escogidos por Nasser completarían los 350 escaños de la Asamblea. Sadat fue nombrado presidente de esta Asamblea.
La labor desempeñada por esta cámara durante este mandato se considera leal al gobierno, pero no sumisa, y basaban sus funciones en demandar información al gobierno, y en el debate de multitud de cuestiones que se suscitaban en Egipto en este contexto.

#### El Programa del 30 de marzo
En verano de 1965, el descubrimiento de una conspiración de los Hermanos Musulmanes, que coincidía con la secretaría general de Ali Sabri en el partido, produjo un gran distanciamiento entre el gobierno (Nasser) y la Unión Árabe Socialista. Finalmente con la derrota en la Guerra de los Seis Días, y la pérdida del Sinaí, dispuso una reorganización importante del partido por parte de Nasser. Esta reorganización, se plasmaría en el denominado Programa 30 de Marzo: consistía en reorganizar el partido desde la base hasta la cúspide. Para ello, el presidente nombró a la Comisión de los Cincuenta, que estaría encargada de supervisar las elecciones en todos sus niveles. A Nasser a su vez, se elegiría presidente del Congreso Nacional, del Comité Central y del Comité ejecutivo superior, dotándole de un gran poder. Así, por decreto, Nasser disolvió en 1968 la Asamblea Nacional y fijaba las fechas de nuevas elecciones.  El plan, cambiaba algunas cosas importantes de la organización, por ejemplo establecía la obligación para los cuadros dirigentes que deseasen presentarse a las elecciones, de solicitar el aval de la organización política. Además, hubo zonas del país, como Suez, en donde se declaró el estado de guerra, donde no se llevaría ningún proceso electoral, y por tanto los diputados (12) correspondientes a estar circunscripciones serían seleccionados por los comités del partido en cada una de estas circunscripciones. El 8 de enero de 1969, por mayoría absoluta, se eligió a 312 diputado. Luego se elegirían a los restantes, además de los 10 designados por el presidente de la república (7 de ellos serían coctos).
Tan solo un año después, en septiembre de 1970, Gamal Abdel Naser moriría, siendo sucedido por Sadat, quien modificará en gran medida todo lo heredado.

### Con Sadat
Cuando en 1970 Nasser muere, Anwar Sadat es el encargado de sucederle en el control de la República egipcia. Desde un primer momento, quedó claro que la orientación socialista del gobierno iba a cambiar hacia una posición mucho más moderada. Desde 1974 Sadat comienza a escenificar su política económica de apertura, denominada “Infitah”, o política de “Puertas Abiertas”. Poco a poco fue modernizando a la sociedad egipcia, que se dirigió hacia un modelo empresarial y consumista, nada que ver con la sociedad socialista que había desarrollado su antecesor en el cargo.
Con este estado semi liberal que querían instaurar Sadat, se adoptó un nuevo sistema político, que buscaba una vía intermedia entre el modelo de partido único y el multipartidismo. Para ello, Sadat creó tres plataformas políticas, que se desgajaban de la Unión Árabe Socialista. Con esta medida, buscó desarmar a los nasseristas que aun estaban en el partido, y desarticular a la creciente oposición. Estas tres plataformas, pasarían a representar las tres alas del partido: por un lado estaba la derecha liberal, luego el centro gubernamental y finalmente la izquierda marxista.  La plataforma de centro, sería pro sadista, y por tanto contó con todo el apoyo administrativo, gubernamental y mediático. Las ventajas con las que contaban eran manifiestas, y atrajo a los principales referentes del partido además de a 293 parlamentarios. Las otras dos plataforma sin embargo, con tan solo 6 meses para constituirse, contaron con muy pocos apoyos, algo que se vería traducido en las elecciones posteriores.

#### Elecciones de 1976
La Asamblea, dominada por los 293 miembros de la plataforma de centro, constituyeron la nueva organización electoral previo a las elecciones: se mantuvieron las 175 circunscripciones binominales, pero se amplió la consideración de “obrero” de modo que la elección de diputados de esta condición se abrió a muchas más interpretaciones. Además, por primera vez se permitió que personalidades que no fueran miembros del partido, independientes, se presentaran a las elecciones como candidatos. Otra medida que se tomó fue la supresión del derecho a voto a los oficiales y miembros de las Fuerzas Armadas. Asimismo, se reforzó el papel de los gobernadores provinciales, que hasta entonces estaban muy supeditados a los comités locales. Como era de esperar, para las elecciones, el número de candidatos de centro superaba por 3 al de la plataforma de derechas y por 8 a la de izquierdas. Finalmente, la plataforma de centro obtuvo la inmensa mayoría de diputados, un 79%, frente a los otros grupos que quedarían como minoritarios dentro de la Asamblea. La elección de los 10 diputados por el presidente, en este caso Sadat, se mantuvo, y la tradición de escoger a una mayoría de coctos entre esos 10 también, en este caso siendo uno más que en las elecciones pasadas (8). Por tanto, de esta forma Sadat consiguió, bajo una apariencia de semi pluralismo, conformar definitivamente a su favor la Asamblea del Pueblo con una mayoría absoluta que recordaba a la vieja unanimidad del partido único.
Tras las elecciones, las plataformas se configuraron de manera definitiva como partidos: la Organización Socialista Liberal, de derechas (economía liberal); la centrista Organización Socialista Árabe (socialismo islámico); y la Organización Tagammu o Partido Nacional Unionista Progresista, de izquierdas (de carácter progresista y populista) y formalmente la Unión Árabe Socialista quedaría desintegrada.